# کریس والکر-هبورن

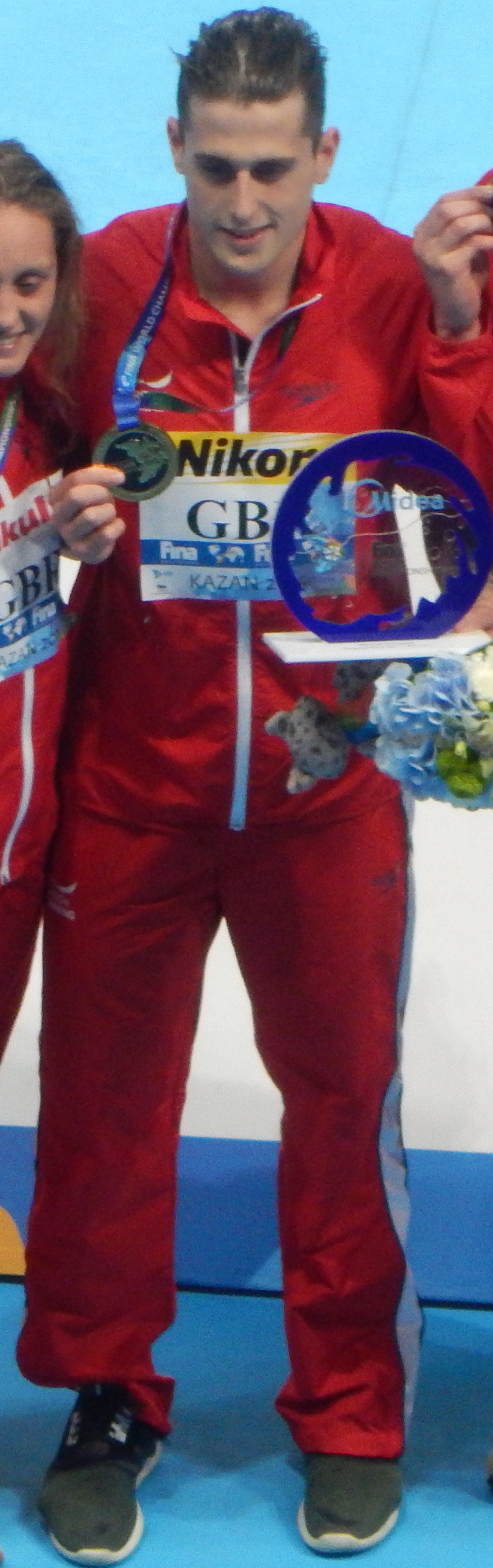
کریس والکر-هبورن / ۲۰۱۵

کریس والکر-هبورن (به انگلیسی: Chris Walker-Hebborn) (زادهٔ ۱ ژوئیهٔ ۱۹۹۰) شناگر اهل انگلستان است.